# Jeux asiatiques de 1958
Navigation
Édition précédente Édition suivante
Les IIIe Jeux asiatiques se sont déroulés du 24 mai au 1er juin 1958 à Tokyo, au Japon. Ils ont rassemblé 1 820 participants de 20 pays asiatiques dans 14 disciplines. La compétition s'est déroulée un an avant que la capitale japonaise soit désignée pour accueillir les Jeux olympiques d'été de 1964.

## Sports et disciplines
Les 1 820 athlètes se sont affrontés dans 14 disciplines. Le hockey sur gazon, le tennis, le tennis de table et le volley-ball sont présents pour la première fois aux Jeux asiatiques. Le badminton et le judo font également leur apparition, mais en tant que sports de démonstration. Enfin, le cyclisme (sur route et piste), absent en 1954, fait son retour dans les Jeux.
- Athlétisme aux Jeux asiatiques
- Basket-ball aux Jeux asiatiques
- Boxe aux Jeux asiatiques
- Cyclisme aux Jeux asiatiques
- Hockey sur gazon aux Jeux asiatiques
- Football aux Jeux asiatiques
- Force athlétique aux Jeux asiatiques
- Lutte aux Jeux asiatiques
- Natation aux Jeux asiatiques
- Plongeon aux Jeux asiatiques
- Tennis aux Jeux asiatiques
- Tennis de table aux Jeux asiatiques
- Tir
- Volley-ball aux Jeux asiatiques

## Nations participantes
- Afghanistan
- Birmanie
- Cambodge
- Ceylan
- Hong Kong
- Inde
- Indonésie
- Indonésie
- Israël
- Japon
- Malaisie
- Bornéo du Nord
- Pakistan
- Philippines
- République de Chine
- Singapour
- Corée du Sud
- Thaïlande
- Viêt Nam du Sud

## Délégations présentes
Les Jeux asiatiques 1958 ont vu la participation de 1 820 athlètes représentant vingt délégations. Le Japon, pays organisateur, termine largement en tête du tableau des médailles en remportant plus de la moitié des épreuves tandis que 4 pays repartent sans médaille.
| Rang  | Nation                       | Or  | Argent | Bronze | Total |
| ----- | ---------------------------- | --- | ------ | ------ | ----- |
| 1     | Japon                        | 67  | 41     | 30     | 138   |
| 2     | Philippines                  | 8   | 19     | 21     | 48    |
| 3     | Corée du Sud                 | 8   | 7      | 12     | 27    |
| 4     | République de Chine (Taïwan) | 6   | 9      | 10     | 25    |
| 5     | Pakistan                     | 6   | 5      | 4      | 15    |
| 6     | Inde                         | 5   | 3      | 3      | 11    |
| 7     | Iran                         | 4   | 6      | 6      | 16    |
| 8     | Birmanie                     | 2   | 0      | 0      | 2     |
| 8     | Viêt Nam du Sud              | 2   | 0      | 0      | 2     |
| 10    | Singapour                    | 1   | 1      | 0      | 2     |
| 11    | Ceylan                       | 1   | 0      | 0      | 1     |
| 12    | Indonésie                    | 0   | 2      | 4      | 6     |
| 13    | Thaïlande                    | 0   | 1      | 3      | 4     |
| 14    | Israël                       | 0   | 0      | 2      | 2     |
| 14    | Malaisie                     | 0   | 0      | 2      | 2     |
| 16    | Hong Kong                    | 0   | 1      | 1      | 2     |
| Total | Total                        | 110 | 94     | 98     | 302   |

## Création des SEAP Games
En marge de la manifestation, les délégations de la Thaïlande, de la Birmanie, du Cambodge, du Sud-Vietnam, du Laos et de la Malaisie se réunissent et décident de la création de la Fédération des Jeux de l'Asie du Sud-Est péninsulaire. Les premiers Jeux de l'Asie du Sud-Est péninsulaire se déroulent l'année suivante à Bangkok.